# Eleição municipal de Indaiatuba em 2016
A eleição municipal de Indaiatuba em 2016 foi realizada em 02 de outubro de 2016 para eleger um prefeito, um vice-prefeito e 12 vereadores no município de Indaiatuba, no Estado de São Paulo, no Brasil. O prefeito eleito foi Nilson Gaspar, do PMDB, com 48,68% dos votos válidos, sendo vitorioso dentre os três adversários, Bruno Ganem (PV), Gervasio Silva (PTB) e Rinaldo Wolf (PT). O vice-prefeito eleito, foi Dr. Túlio também do PMDB.

## Antecedentes
Antes de ser eleito prefeito de Indaiatuba, Gaspar exerceu o cargo de diretor de Meio Ambiente em 2001, e foi nomeado secretário municipal de Urbanismo e do Meio Ambiente. Exerceu esse cargo até 3 de janeiro de 2011, quando recebeu a função de superintendente do SAAE, pelo prefeito Reinaldo Nogueira.

## Eleitorado
Gaspar, de 48 anos e nascido em Campinas, alcançou 53.344 votos em Indaiatuba, o equivalente a 50,000% da população local em uma cidade que possui 235,3 mil habitantes.

## Candidatos
Foram cinco candidatos à prefeitura em 2016: Gaspar do PMDB, Bruno Ganem do PV, Gervasio Silva do PTB, Rinaldo Wolf do PT e Emanuel Messias do PMN.
|  | Candidato(a)    | Vice                | Partido | Coligação                                                                              |
|  | --------------- | ------------------- | ------- | -------------------------------------------------------------------------------------- |
|  | Gaspar          | Dr. Túlio           | PMDB    | "Reinaldo Nogueira" (PMDB, PP, PR, PPS, DEM, PTC, PSB, PC do B, PROS, PSDB, PSD)       |
|  | Bruno Ganem     | Janete Rodrigues    | PV      | "Indaiatuba quer mais" (PV / PEN / REDE / SD / PSC / PHS / PSL / PRP / PSDC / PT do B) |
|  | Gervasio Silva  | Zezinho do hospital | PTB     | "Indaiatuba nas mãos dos trabalhadores" (PTB / PRB / PDT / PRTB / PTN)                 |
|  | Rinaldo Wolf    | Jaciara             | PT      | PARTIDO ISOLADO (PT)                                                                   |
|  | Emanuel Messias | Dr. Mauro Micaela   | PMN     | PARTIDO ISOLADO (PMN)                                                                  |

## Campanha
A pretensão de Gaspar era dar continuidade ao trabalho que havia sendo realizado pela gestão anterior, porém com melhorias.
Dentre as principais propostas de campanha de Gaspar, estiveram: a melhoria do transporte público (considerada urgente já que era um dos setores com maior reclamação entre os cidadãos), a criação de 5 a 6 creches e de 4 a 6 escolas, a criação de uma regulamentação para o uso de bicicletas motorizadas, a criação de corredores exclusivos para ônibus, e o aumento do tempo do cartão do vale transporte e também da frota de veículos.
Também foram feitas menções a problemas na área da saúde. O candidato a prefeito previa a construção de um centro de tratamento de quimioterapia e radioterapia. E ainda em seu plano de governo, pretendia investir mais no profissional da saúde, com treinamentos e qualificação priorizando assim a educação dentre os seus quatro anos de mandato.
Outra providência que disse ser tomada de forma emergencial, é a substituição de 80 quilômetros de rede para evitar o desperdiço de água.
No setor educação, uma das ações citadas pelo candidato era também a inclusão do aprendizado de outros dois idiomas na grade curricular pedagógica.
Em atividades de campanha pelas ruas de Indaiatuba, após ser eleito, Gaspar afirmou estar espantado por seu sucesso, pois "era tratado como celebridade", de acordo com reportagem da Mais Expressão. “A aceitação na rua está sendo muito boa. Isso mostra o quanto a população está preocupada com o futuro da cidade”.
"Continuar fazendo o bom trabalho que o Reinaldo fez ao longo de todos esses anos é uma responsabilidade muito grande. Vou ser o sucessor do maior prefeito de Indaiatuba que é o Reinaldo. Meu amigo e que eu conheço há muitos e muitos anos, mas que em momento algum nós misturamos amizade com a administração pública e com a preocupação pelo nosso município", disse durante entrevista coletiva para a imprensa.
Recentemente, o prefeito que já está no seu segundo ano de mandato, teve seus bens bloqueados pelo MPE (Ministério Público do Estado).
 A denuncia ocorreu devido ao seu enriquecimento ilícito e por isso a justiça entrou com ação contra ele e o ex-prefeito, Reinaldo Nogueira.
Segundo o site da CBN campinas quando Nogueira era prefeito, a empresa Amplus venceu duas licitações na prefeitura e uma no Serviço de Água de Esgoto, que somavam cerca de R$ 5 milhões. Nilson Gaspar era o superintendente na época.

### Pesquisas
Em pesquisa, divulgada em 10 de junho de 2016, o candidato Bruno Ganem (PV) apareceu liderando as intenções de votos dos eleitores com 38,1%. Nilson Gaspar apareceu com 17,8% das intenções de voto e Gervasio, com 16,3%. Foram entrevistadas 404 pessoas, entre os dias 4 e 5 do mês de junho, e a margem de erro da amostra é de 5% percentuais para mais ou para menos.

Em uma segunda pesquisa, em 29 de setembro de 2016, o candidato Bruno Ganem (PV) ainda apareceu com vantagem na corrida eleitoral porém o adversário Nilton Gaspar (PMDB), cresceu, ficando com 30,8% da preferência dos eleitores.
Em uma pesquisa feita pela tribuna de indaiatuba, a opinião dos eleitores sobre alguns problemas que consideram mais grave na cidade é exposta. Transporte coletivo ficou em primeiro lugar, com 19,1% dos eleitores, seguido de saúde (15,8%) e hospitais (13,6%) e de segurança (10,1%).

## Resultado para vereador
A Câmara dos Vereadores tem 12 cadeiras.
Entre os doze eleitos, apenas uma mulher, a Enfermeira Silene Carvalini, do PP.  O vereador mais votado foi Helio Ribeiro (PSB), que teve 5.756 votos. O PMDB é o partido com o maior número de vereadores eleitos (3), seguido por PP, PSB e DEM, com dois cada.
| Resultado da eleição para a Câmara Municipal de Indaiatuba em 2016 por candidato | Resultado da eleição para a Câmara Municipal de Indaiatuba em 2016 por candidato | Resultado da eleição para a Câmara Municipal de Indaiatuba em 2016 por candidato | Resultado da eleição para a Câmara Municipal de Indaiatuba em 2016 por candidato | Resultado da eleição para a Câmara Municipal de Indaiatuba em 2016 por candidato | Resultado da eleição para a Câmara Municipal de Indaiatuba em 2016 por candidato |
| Candidato                                                                        | Número                                                                           | Partido                                                                          | Votos                                                                            | Porcentagem                                                                      |                                                                                  |
| -------------------------------------------------------------------------------- | -------------------------------------------------------------------------------- | -------------------------------------------------------------------------------- | -------------------------------------------------------------------------------- | -------------------------------------------------------------------------------- | -------------------------------------------------------------------------------- |
| Helio Ribeiro                                                                    | 40123                                                                            | PSB                                                                              | 5.756                                                                            | 5,25%                                                                            |                                                                                  |
| Ricardo França                                                                   | 44444                                                                            | PRP                                                                              | 5.185                                                                            | 4,73%                                                                            |                                                                                  |
| Dr.Chiaparine                                                                    | 15678                                                                            | PMDB                                                                             | 3.691                                                                            | 3,37%                                                                            |                                                                                  |
| Cebolinha                                                                        | 15622                                                                            | PMDB                                                                             | 3.215                                                                            | 2,93%                                                                            |                                                                                  |
| Pepo                                                                             | 15123                                                                            | PMDB                                                                             | 3.110                                                                            | 2,84%                                                                            |                                                                                  |
| Januba da Banca                                                                  | 25100                                                                            | DEM                                                                              | 3.061                                                                            | 2,79%                                                                            |                                                                                  |
| Adalto do Restaurante                                                            | 11233                                                                            | PP                                                                               | 2.625                                                                            | 2,39%                                                                            |                                                                                  |
| Enfermeira Silene Carvalini                                                      | 11123                                                                            | PP                                                                               | 2.606                                                                            | 2,38%                                                                            |                                                                                  |
| Massao Kanesaki                                                                  | 25000                                                                            | DEM                                                                              | 2.395                                                                            | 2,18%                                                                            |                                                                                  |
| Alexandre Peres                                                                  | 77222                                                                            | SD                                                                               | 1.648                                                                            | 1,50%                                                                            |                                                                                  |
| Edvaldo da Hot Flowers                                                           | 40040                                                                            | PSB                                                                              | 1.472                                                                            | 1,34%                                                                            |                                                                                  |
| Arthur Spindola                                                                  | 43123                                                                            | PV                                                                               | 1.120                                                                            | 1,02%                                                                            |                                                                                  |
| Profº Luiz Carlos                                                                | 15015                                                                            | PMDB                                                                             | 2.550                                                                            | 1,56%                                                                            |                                                                                  |
| Cesar da Cidade do Sol                                                           | 15700                                                                            | PMDB                                                                             | 2.065                                                                            | 1,88%                                                                            |                                                                                  |
| Leandro Pinto                                                                    | 25025                                                                            | DEM                                                                              | 1.888                                                                            | 1,72%                                                                            |                                                                                  |
| Indio da 12                                                                      | 25123                                                                            | DEM                                                                              | 1.791                                                                            | 1,63%                                                                            |                                                                                  |
| Toco da Croissant                                                                | 25345                                                                            | DEM                                                                              | 1.717                                                                            | 1,57%                                                                            |                                                                                  |
| Figura                                                                           | 11333                                                                            | PP                                                                               | 1.624                                                                            | 1,48%                                                                            |                                                                                  |
| Beggo                                                                            | 25888                                                                            | DEM                                                                              | 1.181                                                                            | 1,08%                                                                            |                                                                                  |
| Drº Othniel                                                                      | 25705                                                                            | DEM                                                                              | 1.177                                                                            | 1,07%                                                                            |                                                                                  |
| Mila                                                                             | 11800                                                                            | PP                                                                               | 1.147                                                                            | 1,05%                                                                            |                                                                                  |

| Abstenções      | Abstenções      | 29.104  | 18,82% |
| Votos válidos   | Votos válidos   | 109.573 | 87,29% |
| Votos nulos     | Votos nulos     | 10.545  | 8,40%  |
| Votos em branco | Votos em branco | 5.412   | 4,31%  |
| Total           | Total           | 125.530 | 100%   |
| --------------- | --------------- | ------- | ------ |

## Análises
Em uma eleição acirrada, a diferença entre os dois candidatos (Nilson Gaspar e Bruno Ganem) foi de apenas 1.986 votos. Gaspar teve 48,68% dos votos (53.344 pessoas), contra 46,87% de Bruno, que obteve 51.358 votos.
Em entrevista ao site Tribuna de indaia, Gaspar declarou: "Foi uma eleição difícil. No começo eu tinha praticamente 5% na pesquisa contra um candidato que estava muito bem posicionado".
"A população foi vendo a pessoa simples que eu sou, uma pessoa que o poder não sobe na cabeça, e, se subisse, dos cargos que eu ocupei, era para eu ser um cara chato, metido, arrogante. No entanto, foram vendo que não era nada disso, e que realmente eu serei uma pessoa tranquila e uma pessoa que trabalha direitinho pela nossa cidade". "Ficou provado que a população foi soberana, e a população entendeu que o melhor para Indaiatuba é continuidade do governo. O melhor para Indaiatuba é o nosso grupo". acrescentou Gaspar.